# Acetil-koenzim-A
Az acetil-koenzim-A (acetil-CoA) molekula fontos szerepet játszik az anyagcsere folyamataiban.
Fő feladata a citromsavciklusban az acetilcsoport oxidálandó szénatomjának szállítása energiatermelés céljából.
Kémiailag a koenzim-A tiolvegyület és az ecetsav (acetil-rész) tioésztere.
Az acetil-koenzim-A az aerob sejtlégzés második lépésében, a piruvát dekarboxiláció során keletkezik, mely a mitokondriális mátrixban megy végbe. Ezután az acetil-koenzim-A belép a citromsavciklusba.

## Funkciók

### Piruvát-dehidrogenáz reakció
A piruvát acetil-koenzim-A-vá történő átalakulását piruvát-dehidrogenáz reakciónak nevezik. A reakciót a piruvát-dehidrogenáz-komplex katalizálja.

### Zsírsav-anyagcsere
Állatokban az acetil-koenzim-A központi szerepet játszik a szénhidrátok és zsírsavak anyagcseréje közötti egyensúly fenntartásában. Normál esetben a zsírsavanyagcseréből származó acetil-koenzim-A belép a citromsavciklusba, és hozzájárul a sejt energiaellátásához. A májban a keringő zsírsavszint magas, a zsírokból származó acetil-koenzim-A termelése meghaladja a sejtek energiaszükségletét. Annak érdekében, hogy a felesleges acetil-koenzim-A energiája felhasználódhasson, ketontestek képződnek, melyek képesek a vérrel keringeni.
Néhány esetben túlzottan megnő a ketontestek száma a vérben, mely állapotot ketoacidózisnak nevezik. Ez diabetes mellitus, éhezés vagy alacsony szénhidráttartalmú diéta követése esetén lép fel, amikor a zsírok lebontása lesz az elsődleges energiaforrás.
Növényekben a de novo zsírsavszintézis a plasztiszokban megy végbe. A magvakban általában felhalmozódik a zsír a csírázás és a növény korai fejlődésének elősegítése érdekében, mielőtt még önálló fotoszintézisre képes lenne. A zsírsavak a membránlipidekbe is beépülnek, melyek a legtöbb sejtmembrán fő alkotórészei.

### Más reakciók
- Ez a HMG-CoA prekurzora, amely állatokban kulcsfontosságú a koleszterin és a ketontestek szintézisében. Ezen kívül acetilcsoportot ad a kolinnak az acetilkolin szintézisekor, amit a kolin-acetiltranszferáz enzim katalizál.
- Növényekben és állatokban a citoszolban levő acetil-koenzim-A-t az ATP-citrát-liáz képezi. Mikor sok glükóz van a vérben, glükolízis során piruváttá alakul a citoszolban és ez a mitokondriumban továbbalakul acetil-koenzim-A-vá. A többlet acetil-koenzim-A-ból citrát-többlet képződik, amely innen visszakerül a citoszolba, ahol citoszolikus acetil-koenzim-A lesz belőle.
- Az acetil-CoA a citoszolban az acetil-CoA-karboxiláz segítségével karboxilálható, így malonil-CoA keletkezik, amely a flavonoidok és a rokon poliketidek szintéziséhez, valamint a fehérjék és más fitokémiai anyagok malonációjához szükséges szubsztrát.
- Két acetil-koenzim-A molekula kondenzációjával acetoacetil-CoA keletkezhet, amely a HMG-CoA/mevalonát útvonal első lépése amely az izoprenoidok szintéziséhez vezet. Növényekben így keletkeznek a szeszkviterpének, a brasszinoszteroidok (hormonok), és a membrán-szterolok.

|                                          | oxálacetát |     |               | malát    |          |                | fumarát        |         |               | szukcinát |  |                | szukcinil-CoA |               |
|                                          |            |     |               |          |          |                |                |         |               |           |  |                |               |               |
| NADH+ H+                                 | NAD+       |     | H2O           | ubikinol | ubikinon | CoA +ATP (GTP) | Pi + ADP (GDP) |         |               |           |  |                |               |               |
| \| acetil-CoA \| \| \| \| \| + \| H2O \| |            |     |               |          |          |                |                |         |               |           |  |                |               | NADH + H+ CO2 |
| CoA                                      | NAD+       |     |               |          |          |                |                |         |               |           |  |                |               |               |
|                                          |            |     | H2O           |          | H2O      |                |                | NAD(P)+ | NAD(P)H + H+  |           |  | CO2            |               |               |
|                                          |            |     |               |          |          |                |                |         |               |           |  |                |               |               |
| citrát                                   |            |     | cisz-akonitát |          |          | izocitrát      |                |         | oxálszukcinát |           |  | α-ketoglutarát |               |               |
| acetil-CoA                               |            |     |               |          |          |                |                |         |               |           |  |                |               |               |
|                                          | +          | H2O |               |          |          |                |                |         |               |           |  |                |               |               |

| acetil-CoA |   |     |
|            | + | H2O |

## Fordítás
Ez a szócikk részben vagy egészben  az   Acetyl-CoA című angol Wikipédia-szócikk ezen változatának fordításán alapul.  Az eredeti cikk szerkesztőit annak laptörténete sorolja fel. Ez a jelzés csupán a megfogalmazás eredetét és a szerzői jogokat jelzi, nem szolgál a cikkben szereplő információk forrásmegjelöléseként.